# Ms. Marvel (Fernsehserie)
Ms. Marvel ist eine US-amerikanische Science-Fiction-Actionserie aus dem Jahr 2022, die innerhalb von Phase Vier des Marvel Cinematic Universe (MCU) angesiedelt ist. Die Erstveröffentlichung erfolgte am 8. Juni 2022 auf dem Streamingdienst Disney+ und wurde im folgenden Monat fortgeführt. Die Serie basiert lose auf den G. Willow Wilson geschriebenen Ms. Marvel-Comics.

## Handlung
Die 16-jährige US-amerikanisch-pakistanische Kamala Khan wächst in Jersey City auf. Sie ist eine gute Schülerin, eine begeisterte Gamerin und eine unersättliche Schreiberin von Fan-Fictions über Superhelden, insbesondere Captain Marvel. Allerdings hat sie Probleme, sich zu Hause und in der Schule zurechtzufinden, bis sie schließlich dieselben Superkräfte wie ihre Idole bekommt.

## Besetzung und Synchronisation
Die deutschsprachige Synchronisation entsteht bei der Interopa Film in Berlin nach den Dialogbüchern von Luisa Buresch sowie unter der Dialogregie von Nana Spier.
| Rollenname                     | Schauspieler     | Hauptrolle (Episoden) | Nebenrolle (Episoden) | Synchronsprecher  |
| ------------------------------ | ---------------- | --------------------- | --------------------- | ----------------- |
| Kamala Khan / Ms. Marvel       | Iman Vellani     | 1.01–1.06             |                       | Clara Drews       |
| Muneeba Khan                   | Zenobia Shroff   | 1.01–1.06             |                       | Silvia Mißbach    |
| Bruno Carrelli                 | Matt Lintz       | 1.01–1.03, 1.05–1.06  |                       | Oliver Szerkus    |
| Nakia Bahadir                  | Yasmeen Fletcher | 1.01–1.03, 1.06       |                       | Julie Bonas       |
| Yusuf Khan                     | Mohan Kapur      | 1.01–1.03, 1.06       |                       | Axel Strothmann   |
| Aamir Khan                     | Saagar Shaikh    | 1.01–1.03, 1.06       |                       | Florian Hoffmann  |
| Zoe Zimmer                     | Laurel Marsden   | 1.01–1.02, 1.06       |                       | Franziska Trunte  |
| Najaf                          | Azhar Usman      | 1.01–1.02, 1.06       |                       | Samir Fuchs       |
| Kamran                         | Rish Shah        | 1.02–1.06             | 1.01                  | Jonas Lauenstein  |
| Sheikh Abdullah                | Laith Nakli      | 1.02–1.03, 1.06       | 1.01                  | Tayfun Bademsoy   |
| Agent Sadie Deever             | Alysia Reiner    | 1.02–1.03, 1.06       | 1.01                  | Daniela Thuar     |
| Agent P. Cleary                | Arian Moayed     | 1.02, 1.06            | 1.01                  | Julius Jellinek   |
| Najma                          | Nimra Bucha      | 1.02–1.05             |                       | Silke Matthias    |
| Fariah                         | Adaku Ononogbo   | 1.03–1.05             |                       | Dana Friedrich    |
| Tyesha Hillman                 | Travina Springer | 1.03, 1.06            | 1.02                  | Damineh Hojat     |
| Sana                           | Samina Ahmed     | 1.04–1.05             | 1.02–1.03             | Kornelia Boje     |
| Aisha                          | Mehwish Hayat    | 1.04–1.05             | 1.03                  | Nana Spier        |
| Kareem / Red Dagger            | Aramis Knight    | 1.04–1.06             |                       | Hannes Maurer     |
| Waleed                         | Farhan Akhtar    | 1.04                  |                       | Karim Chamlali    |
| Hasan                          | Fawad Khan       | 1.05                  | 1.03                  | Yannik Raiss      |
| Tante Ruby                     | Anjali Bhimani   |                       | 1.01–1.03, 1.06       | Dorette Hugo      |
| Principal Gabe Wilson          | Jordan Firstman  |                       | 1.01–1.02, 1.06       | Jeremias Koschorz |
| Aadam                          | Ali Alsaleh      |                       | 1.03–1.04             | Dennis Sandmann   |
| Saleem                         | Dan Carter       |                       | 1.03–1.04             |                   |
| Tante Shirin                   | Sakina Jaffrey   |                       | 1.03                  | Sabine Arnhold    |
| Zainab                         | Vardah Aziz      |                       | 1.04–1.05             |                   |
| Owais                          | Asfandyar Khan   |                       | 1.04–1.05             | Alex Friedland    |
| Carol Danvers / Captain Marvel | Brie Larson      |                       | 1.06                  | Yvonne Greitzke   |

## Episodenliste
| Nr. | Deutscher Titel   | Originaltitel  | Erstveröffentlichung USA | Deutschsprachige Erstveröffentlichung (D/A/CH) | Regie                        | Drehbuch                                                            |
| --- | ----------------- | -------------- | ------------------------ | ---------------------------------------------- | ---------------------------- | ------------------------------------------------------------------- |
| 1 | Avengercon        | Generation Why | 8. Juni 2022             | 8. Juni 2022                                   | Adil El Arbi & Bilall Fallah | Bisha K. Ali                                                        |
| Kamala Khan ist eine 16-jährige Highschool-Schülerin und ein Fan der Avengers, insbesondere von Captain Marvel. Nachdem sie eine weitere Fahrprüfung nicht bestanden und sich mit dem Schulberater Gabe Wilson getroffen hat, vervollständigen Kamala und ihr bester Freund Bruno Carrelli ihr Captain Marvel-Cosplay für die „AvengerCon“, während sie tunlichst ihren strengen Eltern, Yusuf und Muneeba, aus dem Weg gehen. Kamala erhält ein Paket von ihrer Großmutter, das einen goldenen Armreif enthält, den Muneeba als Schrott ansieht. Nachdem sie erfolglos versucht hat, ihre Eltern davon zu überzeugen, sie zur „AvengerCon“ gehen zu lassen, schleichen sich Kamala und Carrelli aus dem Haus und gehen trotzdem zur Veranstaltung, wobei sie den Armreif als Ergänzung für ihr Cosplay mitnehmen. Nachdem sie auf der „AvengerCon“ angekommen ist, legt sie ihn an, und bei ihrem Auftritt verschießt sie plötzlich Energiekonstrukte und verursacht ein heilloses Chaos. Carrelli bringt Kamala daraufhin nach Hause, wo eine verzweifelte Muneeba sie vor die Wahl stellt: in der Realität ihre Aufgaben zu erfüllen oder weiterhin ihrer Traumwelt zu leben. In einer Mid-Credit-Szene sehen die Agenten des Department of Damage Control (DODC) P. Cleary und Sadie Deever ein Video von Khans Vorfall auf der „AvengerCon“ und fahren nach New Jersey, um sie zu finden und festzunehmen. |                   |                |                          |                                                |                              |                                                                     |
| 2 | Volltreffer       | Crushed        | 15. Juni 2022            | 15. Juni 2022                                  | Meera Menon                  | Kate Gritmon                                                        |
| Kamala beginnt mit Brunos Hilfe zu trainieren, um ihre Kräfte zu kontrollieren; letzterer schließt daraus, dass der Armreif Kamalas Kräfte aktiviert hat, die aus ihrem Inneren kamen. Kamalas Freundin Nakia Bahadir ist unzufrieden mit der von Männern dominierten Führung des Moscheevorstands und beschließt, sich zur Wahl zu stellen. Kamala, Nakia und Bruno besuchen eine von Zoe organisierte Party, auf der sie Kamran, einen neuen britisch-pakistanischen Mitschüler, kennen lernen. Die Party wird von der Polizei abgebrochen, aber Kamala schafft es, sich mit Kamran anzufreunden. Bruno ist frustriert, als Kamala, die in Kamran vernarrt ist, lieber Zeit mit ihm verbringt, als zu trainieren. Nach einer Vision einer geheimnisvollen Frau und einem Blackout während eines Familienessens fragt Kamala ihre Großmutter Sana und Muneeba nach Kamalas Urgroßmutter Aisha, der ursprünglichen Besitzerin des Armreifs, aber beide weisen sie zurück. Yusuf erzählt, dass die junge Sana in den Wirren der Teilung Indiens vom Weg abgekommen war, aber ihren Vater auf fast mysteriöse Weise wiederfand. Nachdem sie Zoe auf der AvengerCon über ihren Retter befragt haben, ordnen Cleary und Deever eine Razzia im Dreistaatengebiet an, die sich auf südasiatische Gemeinden konzentriert. Bei der jährlichen Eid Al-Adha-Feier rutscht ein kleiner Junge namens Hameed von einem Balkon aus und stürzt fast, bevor Kamala ihn mit ihren Kräften rettet. Sie gerät kurz ins Wanken, als sie eine weitere Vision der Frau hat. DODC-Agenten unter der Führung von Deever versuchen, Kamala festzunehmen, aber Kamran hilft ihr in seinem Auto zu entkommen. Dann stellt er Kamala seine Mutter Najma vor – dieselbe Frau aus ihrer Vision. |                   |                |                          |                                                |                              |                                                                     |
| 3 | Bestimmung        | Destined       | 22. Juni 2022            | 22. Juni 2022                                  | Meera Menon                  | Freddy Syborn, A. C. Bradley & Matthew Chauncey Idee: Freddy Syborn |
| Najma erklärt Kamala, dass sie und Kamran den Clandestines bzw. Djinn angehören, die aus der Noor Dimension ins Exil gingen. Durch den Armreif von Kamala erhoffen sie sich eine Möglichkeit zur Rückkehr in jene Dimension. Diese willigt trotz Bedenken von Bruno ein zu helfen, verlangt jedoch mehr Zeit, doch Najma wird ungeduldig und will sie stattdessen zwingen. Bei Aamirs Hochzeit trifft Kamran unerwartet ein und warnt sowohl Kamala und Bruno vor seiner Mutter und deren Handlangern, die kurz danach die Feierlichkeiten stören. Während die Agenten des Damage Control unter Führung von Deever die Clandestines und Kamran verhaftet, können Bruno und Kamala entkommen; dabei beobachtet Nakia, wie ihre Freundin ihre Kräfte benutzt. Zuhause wird Kamala von Sana kontaktiert, welche ihr erklärt, dass sie und ihre Mutter sie in Karatschi besuchen müssten. |                   |                |                          |                                                |                              |                                                                     |
| 4 | Rot sehen         | Seeing Red     | 29. Juni 2022            | 29. Juni 2022                                  | Sharmeen Obaid-Chinoy        | Sabir Pirzada, A. C. Bradley & Matthew Chauncey Idee: Sabir Pirzada |
| Bei ihrem Ausflug nach Karatschi werden Kamala und ihre Mutter von Sana begrüßt, die ihr erklärt, dass der Armreif ihr den Weg zu jenem Zug gewiesen hat, den Kamala aus der Vision kennt. Als erstere allein zum Bahnhof geht, wird sie von einem maskierten Messerwerfer angegriffen. Als dieser ihre Ur-Großmutter erwähnt, entscheidet sie sich ihn zu begleiten; dieser stellt sich schließlich als Red Dagger heraus und führt sie zu seinem Geheimversteck. Dort stellt wird bekannt, dass der Red Dagger eigentlich Kareem heißt und der gleichnamigen Organisation Red Dagger angehört, welcher sein Mentor Waleed vorsteht. Derweil befreien sich Najma und die übrigen Clandestines aus der Gefangenschaft des Damage Control, lassen jedoch Kamran zurück. Von Waleed erfährt Kamala mehr über den Armreif, so auch, dass er die Noor-Dimension auf andere Dimensionen ausweiten kann und darum mit dem Leben beschützt werden müsse. Dennoch gelingt es den Clandestines die drei aufzuspüren, wobei Najma den Mentor des Red Dagger ersticht. Bei einem direkten Duell zwischen ihr und Kamala prallt ihre Klinge auf den Armreif und befördert zweitere in die Vergangenheit, genau an den Bahnhof, von wo aus Sana entkam. |                   |                |                          |                                                |                              |                                                                     |
| 5 | Aber und abermals | Time and Again | 6. Juli 2022             | 6. Juli 2022                                   | Sharmeen Obaid-Chinoy        | Fatimah Asghar                                                      |
| In einer Rückblende lernt Aisha ihren späteren Ehemann Hasan kennen, als er ihr ein Zuhause ermöglicht. Später trifft dort auch Najma ein, welche ihr für die Heimkehr bis Sonnenaufgang Bedenkzeit gibt; auf ihrem Weg zum letzten Zug enthüllt Aisha die Wahrheit, trennt sich jedoch von ihrer Familie, als sie Najma auf dem Bahnsteig erkennt. Diese konfrontiert und ersticht sie aufgrund ihres augenscheinlichen Verrats. Kurz darauf trifft Kamala auf Aisha, kann ihr jedoch nicht mehr helfen, sucht auf ihre Anweisung hin Sana und bringt sie so zu ihrem Vater zurück; somit wird klar, dass sie ihrer Großmutter das Leben gerettet hat. Zurück in der Gegenwart öffnet sich der Schleier und tötet Fariah sowie Najma, verschafft jedoch Kamran neue Kräfte. Nachdem sich der Schleier schließt, erkennt Muneeba Kamalas Superheldenidentität und versöhnt sich mit ihr; zweitere verabschiedet sich zudem von Kareem, welcher ihr verspricht, sie zu unterstützen, wenn sie ihn braucht. Derweil sucht Kamran bei Bruno Zuflucht und bittet ihn um Hilfe, doch eine Drohne des Damage Control entdeckt sie. Obwohl ersterer diese mit seinen neuen Kräften unschädlich macht, gelingt es der Drohne noch, den Laden unter Brunos Wohnung in die Luft zu sprengen. |                   |                |                          |                                                |                              |                                                                     |
| 6 | Nicht normal      | No Normal      | 13. Juli 2022            | 13. Juli 2022                                  | Adil El Arbi & Bilall Fallah | Will Dunn, A. C. Bradley & Matthew Chauncey Idee: Will Dunn         |
| Während Bruno und Kamran sich auf der Flucht befinden, ordnet Deever die Abriegelung der Stadt an und möchte zweiteren lebend finden. Nakia hingegen sorgt sich um beide und wendet sich an Kamala, woraufhin diese mit einem Geschenk ihrer Mutter und Kareems Tuch ihre Verkleidung zusammenstellt. Nach einem Umweg trifft sie ebenfalls auf Bruno und Kamran, welcher allmählich von Krämpfen geplagt wird und bittet Kareem um Hilfe. Zudem erhalten sie Unterstützung von Nakia, Aamir und Zoe und entwickeln einen Plan, um die Agenten der Damage Control hinzuhalten. Obwohl Cleary sie auffordert, sich zurückzuziehen, ignoriert Deever den Befehl und lässt die Schule stürmen, wo sich Kamala und ihre Freunde verstecken. Dennoch gelingt es der Damage Control, alle bis auf Kamala und Kamran zu verhaften, der daraufhin die Wahrheit erfährt und sich Deever stellt. Als sie das Feuer eröffnen lässt, stellt sich Kamala an Kamrans Seite, und setzt sich mit ihren Kräften den Agenten zur Wehr. Nachdem letzterer flüchtet, wird Deever von Cleary suspendiert, Kamala nimmt durch ihren Vater den Namen Ms. Marvel an und Kamran trifft erstmals Kareem. Eine Woche später erklärt Bruno Kamala, dass ihre Familie eine Mutation in den Genen habe. In einer Mid-Credit-Szene verschwindet Kamala plötzlich aus ihrem Zimmer und an ihrer Stelle erscheint Captain Marvel, mit der sie anscheinend die Plätze getauscht hat. |                   |                |                          |                                                |                              |                                                                     |

## Produktion
Bereits im Mai 2018 bestätigte Kevin Feige Pläne, nach denen man den pakistanisch-amerikanischen Teenager Kamala Khan alias Ms. Marvel ins Marvel Cinematic Universe einführen wolle. Kurz vor der D23 Expo im August 2019 berichtete der Hollywood Reporter schließlich, dass eine Serie über ebendiese Figur von den Marvel Studios für den Streamingdienst Disney+ produziert werde, bei der Bisha K. Ali als Drehbuchautor und Showrunner fungieren wird. Ms. Marvel soll dabei ein Teil der sogenannten Phase Vier des Marvel Cinematic Universe sein. Das Regieteam soll aus Sharmeen Obaid-Chinoy, Meera Menon, Adil El Arbi und Bilall Fallah bestehen. In der Titelrolle wird Iman Vellani zu sehen sein, die in der Serie ihr Schauspieldebüt geben wird. Ihr bester Freund Bruno Carrelli wird von Matt Lintz verkörpert. Im Dezember wurden mit Aramis Knight, Saagar Shaikh, Rish Shah, Zenobia Shroff, Mohan Kapur, Yasmeen Fletcher, Laith Naki, Azher Usman, Travina Springer und Nimra Bucha weitere Darsteller verkündet. Shaikh wird Amir Khan, den älteren Bruder der Hauptfigur, Shah Kamran, einen Inhuman und Love Interest von Kamala Khan, Knight den Schurken Red Dagger, Shroff Kamalas Mutter Muneeba und Fletcher Kamalas Freundin Nakia Bahadir verkörpern. Laurel Marsden schloss sich im Februar 2021 der Besetzung an. Die Beteiligung von Anjali Bhimani wurde im März 2022 bekannt.
Die Dreharbeiten begannen im November 2020 in den Pinewood Studios in Atlanta unter dem Arbeitstitel Jersey. Als Kamerafrau fungiert Carmen Cabana, während Arjun Bhasin als Kostümbildner tätig ist.
Ein Trailer zu Ms. Marvel erschien am 15. März 2022. Die Veröffentlichung der Serie war zunächst für Ende 2021 vorgesehen, wurde später allerdings auf den 8. Juni 2022 verschoben. Nach ihrem Seriendebüt soll Iman Vellani als Ms. Marvel auch in zukünftigen MCU-Filmen einen Auftritt haben. So ist sie an der Seite von Brie Larson in The Marvels zu sehen, der im November 2023 erschien.

## Musik
Die Komponistin Laura Karpman arbeitete fünf Monate lang, von Februar bis Juli 2022, an der Musik für die Serie. Sie hatte zuvor für What If…? komponiert und war für die Vertonung von The Marvels engagiert worden. Karpman wollte der Figur „die Würde und Präsenz jedes anderen großen Marvel-Superhelden“ verleihen und gleichzeitig ihren kulturellen Hintergrund anerkennen. Dafür arbeitete sie eng mit der Produzentin Sana Amanat zusammen, die konkrete Vorstellungen von der Musik der Serie hatte.
Für Khans musikalisches Motiv kombinierte Karpman ein traditionelles Orchester mit südasiatischen Musikelementen. Für diese Elemente sorgten eine Reihe von Künstlern, die Sarangi, Sursingar, Bansuri und Mridangam spielten und die Aufnahmen in Indien und Pakistan einspielten, sowie die Solisten, der Geiger Raaginder und die Sängerin Ganavya Doraiswamy. Diese Klänge wurden mit einem 70-köpfigen Orchester kombiniert, das jede Woche in der Synchron Stage Vienna aufgenommen wurde. Für die Musik der fünften Episode wurde zusätzlich ein achtstimmiger Chor aus südasiatischen Sängern aufgenommen, die teilweise in der Sprache Urdu singen.